# EXPLANNER/Ai
EXPLANNER/Ai（エクスプランナー・アイ）はNECが販売しているERPパッケージソフトウェア製品。販売、債権、債務、会計、人事、給与の６モジュールで構成される。

## 歴史
EXPLANNER/Aiは、1973年発売のNEC製オフィスコンピュータNEACシステム100用に提供されたパッケージソフト群「APLIKA(APplication LIbrary by Kit Assembling)」を起源とする製品である。その後、NECシステム3100シリーズ時代の「3S-APLIKA」「Super-APLIKA」、Windows版の「EXPLANNER/A」を経て、2006年より最新バージョンが「EXPLANNER/Ai」の名称で販売されている。
「EXPLANNER/Ai」は、.Netフレームワークで開発されている。